# Centraal Uitvoerend Comité (Rusland)

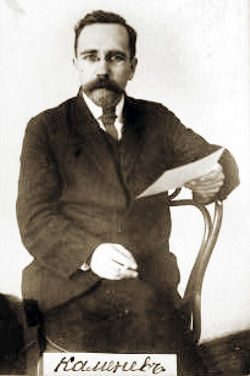
Lev Kamenev

Het Heel-Russisch Centraal Uitvoerend Comité (Russisch: Всероссийский Центральный Исполнительный Комитет; Vserossijski Tsentralny Ispolnitelny Komitet, afgekort: ВЦИК; VTsIK) was van 1917 tot 1937 het hoogste wetgevende, bestuurlijke en controlerende orgaan van de Russische Socialistische Federatieve Sovjetrepubliek (RSFSR). Het verkoos de Congressen der Sovjets en regeerde in de periodes tussen deze congressen. Voor de formatie van de Sovjet-Unie bestond het ook uit leden van de Oekraïense SSR en de Wit-Russische SSR, die werden verkozen tijdens de Congressen van Sovjets.
De voorzitters van de VTsIK waren:
- Lev Kamenev (27 oktober 1917 – 8 november 1917)
- Jakov Sverdlov (8 november 1917 – 30 maart 1919)
- Michail Kalinin (30 maart 1919 – 1937)

Bij de grondwet van 1937 werd de Opperste Sovjet van de Russische Federatie de hoogste autoriteit van de RSFSR.